# Heltah Skeltah
Heltah Skeltah est un groupe de hip-hop américain, originaire de Brooklyn, à New York. Le groupe se compose de Rock et Sean Price, membre du supergroupe Boot Camp Clik. Heltah Skeltah compte au total trois albums studio incluant Nocturnal publié en 1996, Magnum Force en 1998, et D.I.R.T. en 2008.

## Biographie
Heltah Skeltah participe à l'album Dah Shinin' de Smif-n-Wessun en 1995, sur les chansons Wontime, Cession at da Doghillee et Let's Git It On. Plus tard en 1995, ils se réunissent avec les membres du groupe Boot Camp Clik pour former The Fab 5 (un autre groupe parodiant les Beatles), et publient un single à succès, Leflaur Leflah Eshkoshka. Dans ce groupe, Rock et Sean Price reçoivent le plus d'attention. 
Le duo publie un album anticipé, Nocturnal, en juillet 1996, qui inclut les singles Leflah, Operation Lock Down et Therapy. L'album atteint la 35e place du Billboard 200 se vend à 250 000 exemplaires aux États-Unis, et devient un classique de la scène hip-hop underground. 
Le duo publie un album groupé avec Boot Camp en 1997, puis publie son deuxième album, Magnum Force, le 13 octobre 1998. Le single principal de l'album, I Ain't Havin' That (qui reprend le titre Hot Sex de A Tribe Called Quest, notamment), atteint le top 100. Malgré le succès du single, l'album est négativement accueilli de par son contenu considéré comme trop léger par rapport à leur premier album. 
Price et Rock semblent découragés par les faibles ventes, et se séparent peu après la publication de Magnum Force. Rock rencontre quelques problèmes avec son label Duck Down Records, puis s'en sépare en signant sur le label de DJ Lethal, Lethal Records. Il prévoit la publication d'un album intitulé Planet Rock, mais l'album est annulé. Sean Price reste avec le groupe Camp pour son second album The Chosen Few le 8 octobre 2002. 
Heltah Skeltah se réunit en 2005, et apparaît sur l'album solo de Sean Price, Monkey Barz et dans l'album de Smif-n-Wessun, Reloaded. Le duo continue de travailler au côté de Boot Camp sur leur troisième effort The Last Stand, publié en juillet 2006. 
En 2007, Heltah Skeltah participe à la mixtape Official Joints, une collection d'anciennes chansons de rappeurs new-yorkais. Heltah Skeltah publie son troisième album intitulé D.I.R.T. (Da Incredible Rap Team) publié le 30 septembre 2008. D'autres projets solo suivront comme Monster Music et Mic Tyson. Ils publieront également un DVD Shell Shock DVD. Le 30 septembre 2008, ils publient leur troisième album, D.I.R.T.. Sean Price meurt dans son sommeil le 8 août 2015, à 43 ans.

## Discographie
- 1996 : Nocturnal
- 1998 : Magnum Force
- 2008 : D.I.R.T.